# Шме, Денис
Денис Шме (словен. Denis Šme; родился 22 марта 1994 года, Словень-Градец, Словения) — словенский футболист, защитник.

## Клубная карьера
Шме — воспитанник клубов «Рудар», итальянского Кьево и «Копера». 24 сентября 2011 года в матче против столичной «Олимпии» он дебютировал в чемпионате Словении в составе последнего. В 2015 году Данис помог клубу завоевать Кубок Словении. В начале 2016 года Шме перешёл в «Марибор». 2 апреля в матче против «Горицы» он дебютировал за новую команду. В 2016 году Данис во второй раз стал обладателем национального кубка, а через год выиграл с клубом чемпионат.

## Достижения
Командные
 «Копер»
- Обладатель Кубка Словении — 2014/2015
- Обладатель Суперкубка Словении — 2015

 «Марибор»
- Чемпионат Словении по футболу — 2016/2017